# Winfried Hörmann von Hörbach

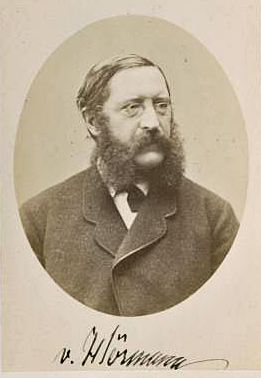
Winfried Hörmann von Hörbach

Winfried Hörmann von Hörbach (* 25. Juni 1821 in Mainz; † 21. Oktober 1896 in München) war ein bayerischer Staatsminister, Regierungspräsident und Reichstagsabgeordneter.

## Herkunft
Die Hörmann von Hörbach sind ein Briefadelsgeschlecht aus Tirol, mit Adelsbrief von Kaiser Joseph II. für Johann Joseph Hörmann von Hörbach (1719–1796), datiert vom 11. März 1785. Er war der Urgroßvater von Winfried Hörmann von Hörbach. Der Eintrag der Familie in die Adelsmatrikel des Königreiches Bayern erfolgte 1814.

## Leben und Wirken
Winfried Hörmann von Hörbach war der Sohn des bayerischen Gesandten und Regierungspräsidenten Joseph Hörmann von Hörbach (1778–1852) sowie dessen Gattin Maria geb. Jellenz (1785–1827) aus Freiburg im Breisgau.
Nach dem Studium der Rechtswissenschaften in München war Hörmann Akzessist, Sekretär und Assessor beim Kreisgericht München, Landgericht Aibling und an der Regierung von Oberbayern. 1852 wurde er Landrichter in Brückenau, 1856 Regierungsrat bei der Regierung von Unterfranken, 1866 dort Regierungsdirektor.
Ende März 1868 wurde er zu Staatsminister des Innern im bayerischen Kabinett Hohenlohe ernannt, ein Amt, das er bis Anfang Dezember 1869 ausübte. 1870 wechselte er auf die Stelle des Regierungspräsidenten von Schwaben und Neuburg (bis 1887). 1871 gewann Hörmann ein Mandat im Reichstag für den Wahlkreis Unterfranken 5 (Schweinfurt) für die Liberale Reichspartei. Von 1871 bis 1883 war er Mitglied in der 2. Kammer des bayerischen Landtags.
1885 wurde er zum Ehrenbürger von Memmingen, Kempten (Allgäu), 1886 von Augsburg und Lindau ernannt.